# Frédéric-François IV de Mecklembourg-Schwerin
Pour les articles homonymes, voir Frédéric-François.
Frédéric-François IV de Mecklembourg-Schwerin (en allemand : Friedrich Franz IV. von Mecklenburg-Schwerin), né le 9 avril 1882 à Palerme et mort le 17 novembre 1945 à Flensbourg, est le cinquième et dernier grand-duc de Mecklembourg-Schwerin. Il règne depuis la mort de son père en 1897 (jusqu'à sa majorité en 1901, son oncle Jean-Albert de Mecklembourg assure la régence) jusqu'au 14 novembre 1918, date de son abdication.

## Biographie

### Des parents désunis

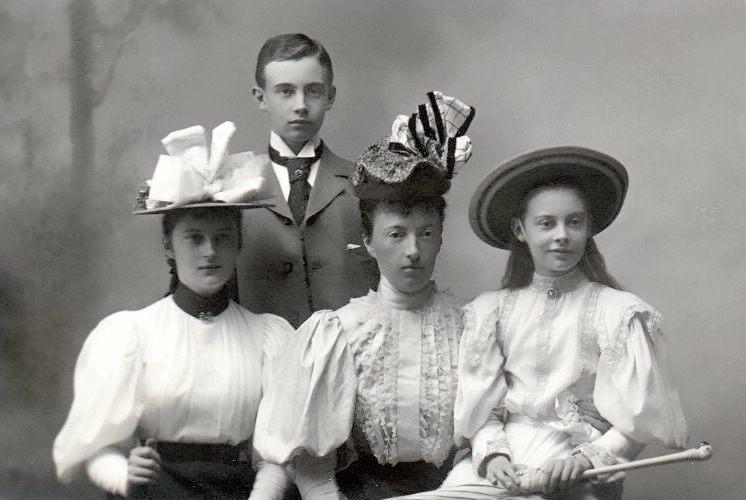
Le grand-duc héritier Frédéric-François, la grande-duchesse Anastasia, les duchesses Alexandra et Cécile (1895).

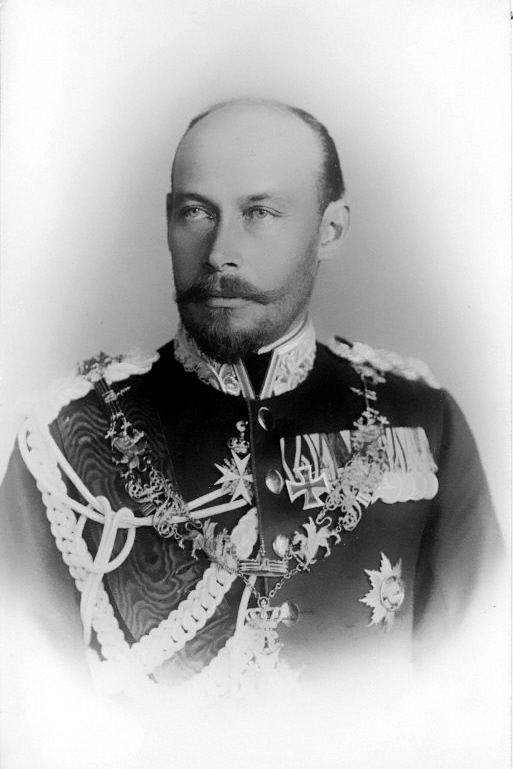
Le grand-duc Frédéric-François III.

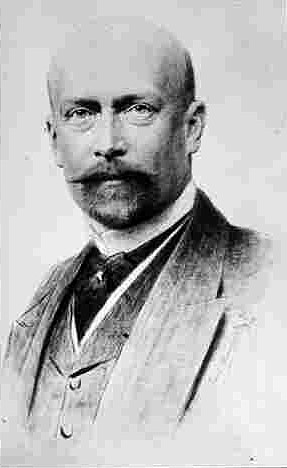
Le duc Jean-Albert, régent du grand-duché.

Prince du Nord, le grand-duc Frédéric-François IV est né à Palerme à la Villa Belmonte, où ses parents résidaient pour soigner la santé chancelante du grand-duc héréditaire. Il devient prince héréditaire l'année suivante lorsque son père ceint la couronne. Il est le fils du grand-duc Frédéric-François III de Mecklembourg-Schwerin et de son épouse, née Anastasia Mikhaïlovna de Russie. Le couple s'entend difficilement ; la grande-duchesse de Mecklembourg-Schwerin, née grande-duchesse de Russie, a été élevée dans le faste de la cour impériale russe et de l'Église orthodoxe, et ne supporte guère l'austérité protestante et quelque peu provinciale de la cour de Schwerin. Elle passe de plus en plus de temps sur la Riviera française, dans la région de Cannes où elle se fait construire une villa, la Villa Wenden (es).
Frédéric-François III, de santé très fragile, était malheureux de se tenir éloigné de ses États dont il ne pouvait s'occuper sérieusement depuis leur villégiature méditerranéenne. Le couple s'entendait mal. S'il n'y eut pas de séparation officielle par crainte du scandale, il y eut séparation effective, le grand-duc demeurant dans ses États tandis que la grande-duchesse vivait sur la Riviera française où elle était visitée par sa parentèle russe.
La mort du grand-duc Frédéric-François III à Cannes a laissé courir le bruit d'un suicide lors d'une soirée probablement un peu alcoolisée. Ceci est repris dans plusieurs chroniques de la Côte d'Azur de 1897.
La grande-duchesse désormais douairière préféra rester en France ; la régence fut assurée par son beau-frère. Elle mit au monde en 1902 un enfant adultérin et fut déclarée persona non grata en Allemagne par le Kaiser et en Russie par le tsar.

### Ascendance et filiation
Le grand-duc Frédéric-François III meurt subitement en France à Cannes où son épouse, la grande-duchesse résidait de façon permanente. Le grand-duc héritier ceint la couronne alors qu'il n'a que quinze ans. La régence est confiée à son oncle, le duc Jean-Albert de Mecklembourg.
La maison de Mecklembourg, bien que discrète, fait partie des grandes dynasties européennes. Ses membres épousent des femmes et des hommes de leur rang. Dynastie protestante, la maison  offre l'originalité de cousiner avec toute l'Europe, depuis le Portugal et les Pays-Bas jusqu'à la Russie.
En 1898, la duchesse Alexandrine de Mecklembourg-Schwerin, sœur aînée du jeune grand-duc, épouse le prince royal de Danemark (futur roi Christian X). Dès l'année suivante, elle donne naissance à l'héritier du trône. Son mari ceint la couronne en 1906. Le couple reçoit fréquemment des membres de leur famille qui viennent se ressourcer au contact de la simplicité danoise, notamment deux tantes du roi, ennemies de la Prusse, la tsarine douairière Maria Feodorovna, mère du tsar Nicolas II, et l'impératrice des Indes et reine du Royaume-Uni Alexandra, épouse du roi et empereur Édouard VII.
En 1899, une cousine du grand-duc, la duchesse Jutta de Mecklembourg-Strelitz, fille du grand-duc Adolphe-Frédéric VI de Mecklembourg-Strelitz, épouse le prince héritier Danilo de Monténégro, fils du roi de Monténégro Nicolas Ier, ce qui permet à ces princes du Nord de cousiner avec les Maisons royales du Sud de l'Europe, puisque l'une des sœurs du prince Danilo a épousé le roi d'Italie Victor-Emmanuel III et une autre le roi de Serbie Pierre Ier.
En 1901, le duc Henri de Mecklembourg-Schwerin, jeune oncle du grand-duc — qui n'a que six ans de plus que lui — épouse la reine Wilhelmine des Pays-Bas.
En 1905, la sœur cadette du grand-duc, la duchesse Cécile, réputée pour sa beauté et son sérieux, épouse le prince royal Guillaume de Prusse (1882-1951), héritier du trône impérial allemand. Par la princesse Hélène (1814-1858), épouse du prince royal Ferdinand-Philippe d'Orléans, le jeune grand-duc est aussi un lointain cousin du duc Philippe d'Orléans (1869-1926), prétendant orléaniste au trône de France, et de la reine Amélie de Portugal.

### Un prince allemand

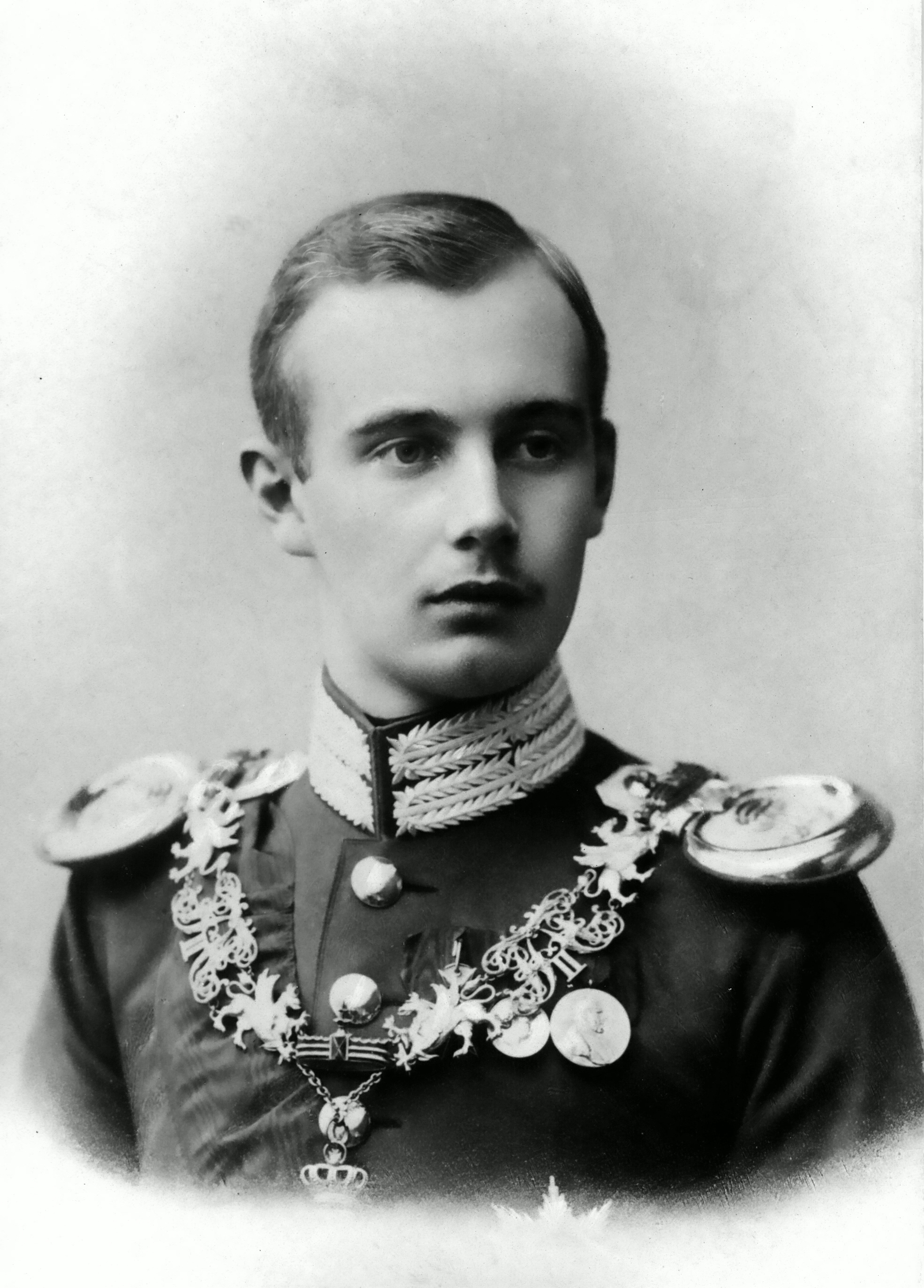
Le grand-duc Frédéric-François IV à l'âge de 22 ans (1904).

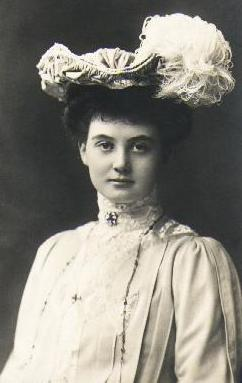
La grande-duchesse Alexandra à l'âge de 28 ans (1907/1912).

Le grand-duc est proclamé majeur en 1901. Beau-frère du prince royal de Danemark et du Kronprinz allemand, neveu de la reine des Pays-Bas, apparenté à la Maison impériale de Russie, le jeune souverain est un grand sportif, notoirement amateur de courses automobiles et de chasse. Il devient un homme élancé mesurant 1,84 m, à la calvitie précoce.
Il épouse le 7 juin 1904, dans la ville autrichienne de Gmunden, la princesse Alexandra de Hanovre (1882-1963), fille d'Ernest-Auguste, prétendant au trône de Hanovre — ses États ont été annexés par la Prusse en 1866 — et de la princesse née Thyra de Danemark, sœur de la tsarine douairière et de la reine du Royaume-Uni. Les deux frères aînés de la princesse sont morts prématurément. Au cours des cérémonies de deuil, le benjamin et seul survivant des princes de Hanovre rencontre la princesse Victoria-Louise de Prusse, fille de l'empereur allemand Guillaume II et donc officiellement son ennemie. Les deux jeunes gens s'éprennent l'un de l'autre. Un accord est trouvé qui permet la réconciliation des deux dynasties. À défaut du trône de ses ancêtres, le jeune homme reçoit celui du duché de Brunswick dont son père est également l'héritier mais que le Kaiser refusait de reconnaître (la régence du duché a été confiée au duc Jean-Albert de Mecklembourg). Le prince de Hanovre et la princesse de Prusse s'épouseront en 1913. Il est à noter que la princesse Victoria-Louise de Prusse, fille du Kaiser, est la belle-sœur de la princesse Cécile, sœur du grand-duc Frédéric-François IV.
La sœur aînée de la grande-duchesse Alexandra est l'épouse du prince Maximilien de Bade, dernier chancelier du Reich qui proclamera la chute de la monarchie. De même, la grande-duchesse est la petite-fille du roi Christian IX de Danemark et de la reine née Louise de Hesse-Cassel.
Le couple donne le jour à cinq enfants :
- Frédéric-François V (1910-2001), grand-duc titulaire de Mecklembourg-Schwerin, qui épouse en 1941 Karin von Schnapper, sans descendance ;
- Christian-Louis (1912-1996), duc de Mecklembourg-Schwerin, qui épouse en 1954 la princesse Barbara de Prusse (1920-1994), fille du prince Sigismond de Prusse, d'où deux filles ;
- Olga (1916-1917), morte en bas âge ;
- Thyra (1919-1981), sans alliance ;
- Anastasia (1923-1979), qui épouse en 1943 le prince Frédéric-Ferdinand de Schleswig-Holstein-Sonderbourg-Glücksbourg (1913-1989), d'où quatre filles.

### Règne

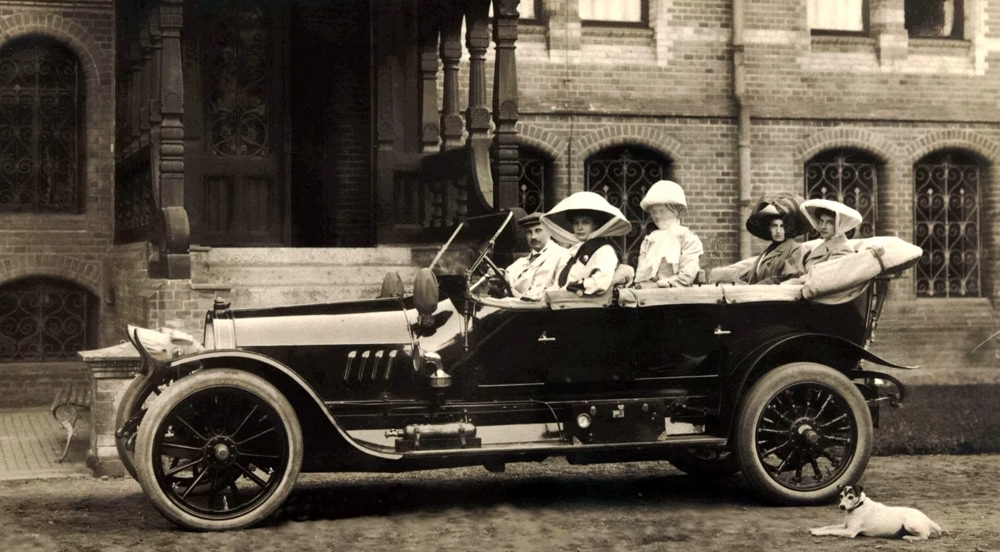
Le grand-duc Frédéric-François dans son automobile Opel avec sa femme et ses deux sœurs à Ludwiglust.

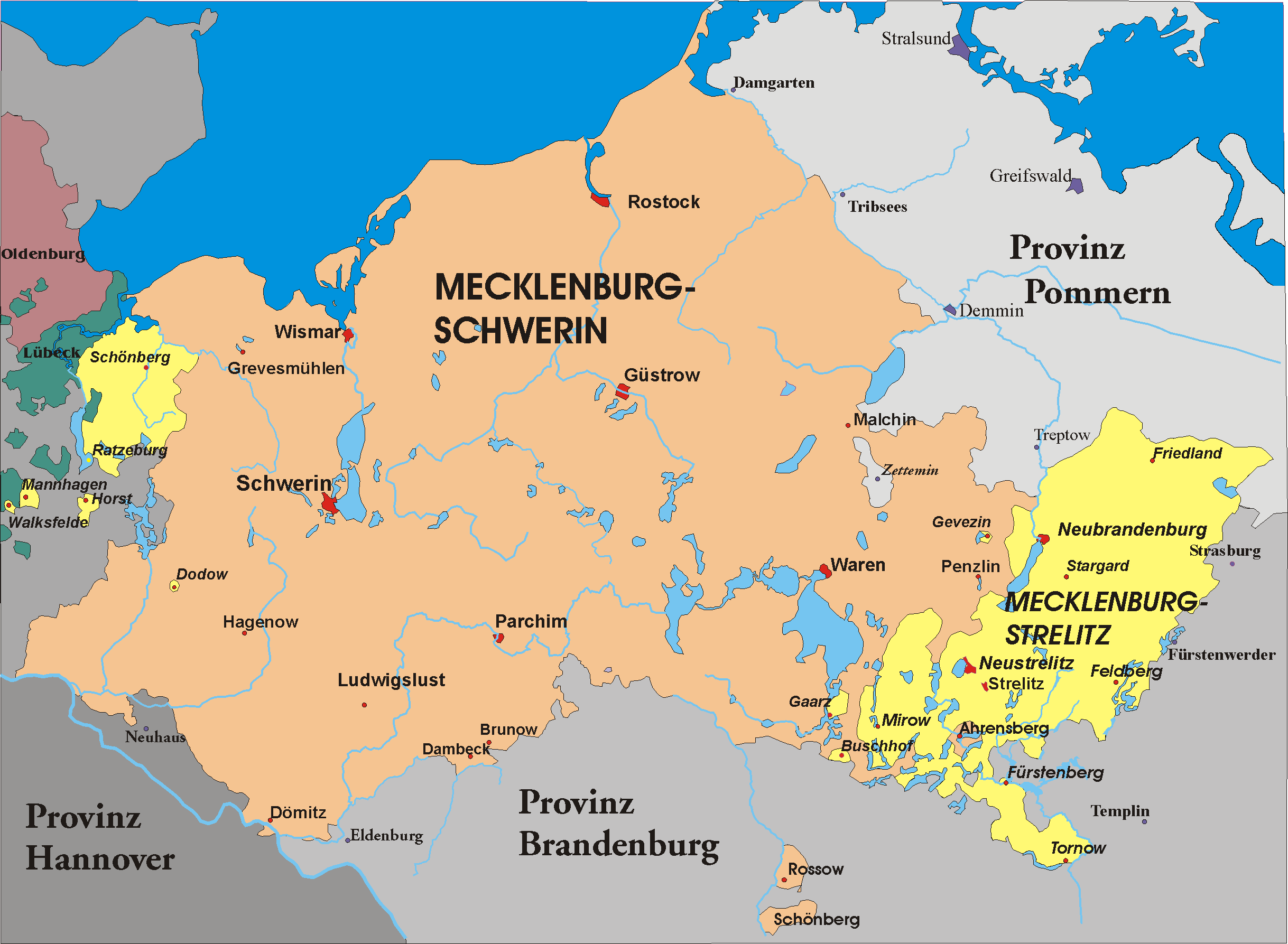
Le grand-duché de Mecklembourg-Schwerin sur les rives de la mer Baltique.

Déclaré majeur en 1901, le jeune grand-duc assume la charge de l'État. Il s'attelle immédiatement à une réforme de la Constitution qui échouera face à l'opposition du Parlement.
Quelques jours avant son mariage, la cour de Schwerin est endeuillée par la mort dans des conditions suspectes de son jeune cousin, le duc Paul-Frédéric de Mecklembourg (de) (1882-1904), officier de marine. Le grand-duc demanda l'ouverture d'une enquête dont les résultats avaient pour but d'éviter le scandale. Le jeune prince défunt et ses frères et sœurs, dont la mère était une princesse autrichienne, avaient été baptisés selon le rite luthérien, mais ils furent élevés dans la foi catholique. Ces princes catholiques d'une dynastie protestante parurent un atout politique pour le Kaiser, qui chercha en vain à donner pour épouse au roi d'Espagne Alphonse XIII la très belle duchesse Marie-Antoinette, sœur du défunt. À défaut d'être reine d'Espagne, la jeune duchesse sera une archéologue passionnée mais dépensière. Ses relations avec le grand-duc seront parfois houleuses, le souverain préférant éviter le scandale en réglant les dettes de sa cousine. En 1908, c'est de la branche Strelitz que vient le scandale. Le jeune duc Charles-Borwin de Mecklembourg-Strelitz, fils cadet du grand-duc Adolphe-Frédéric VI de Mecklembourg-Strelitz en garnison à Metz, voulut venger sa sœur que son mari (un comte romain) trompe ouvertement. Le jeune prince de 20 ans provoqua son beau-frère en duel mais y perdit la vie. Le couple divorça peu après.
Allié à la Prusse, le grand-duc la suivit dans la Première Guerre mondiale. Pendant la guerre, il visita ses troupes sur le front ouest mais ne changea guère son train de vie. Il émit rapidement des réserves sur la politique impériale et sur la poursuite de la guerre. Beau-frère du Kronprinz Guillaume, il prône une paix générale de compromis qui n'est pas entendue.
De février à novembre 1918, Le grand-duc Frédéric-François IV administre aussi le grand-duché de Mecklembourg-Strelitz après le suicide de son cousin, le grand-duc Adolphe-Frédéric VI, mort sans héritier. Il demeure à la tête des deux grands-duchés jusqu'à la révolution allemande. En octobre, un de ses beaux-frères, le prince Maximilien de Bade, est nommé chancelier du Reich afin de sauver ce qui peut l'être face à la contestation générale et la défaite qui s'annonce. Il est trop tard pour l'empereur et les princes allemands qui les uns après les autres, sont contraints de quitter le pouvoir en novembre sous la pression de la rue. En Russie, la famille maternelle du grand-duc n'est pas épargnée par la révolution des soviets. En 1919, trois des oncles maternels du grand-duc sont exécutés par les bolcheviks.

### Un souverain déchu
Après avoir renoncé au trône le 14 novembre 1918 — il est d'ailleurs l'un des derniers monarques allemands à le faire, cinq jours après la fuite de l'empereur Guillaume II — il se réfugie au Danemark voisin, où il retrouve sa sœur, épouse du roi Christian X. Tandis que son autre beau-frère, le Kronprinz, émigre lui aussi, laissant la Kronprinzessin Cécile en Allemagne avec leurs enfants. La tsarine-mère, née Dagmar de Danemark, revient aussi terminer sa vie dans son pays natal ; la famille grand-ducale de Mecklembourg est autorisée à revenir en Allemagne et récupère certaines de ses propriétés. La grande-duchesse douairière Anastasia, qui avait dû s'exiler en Suisse pendant la guerre, s'installe ensuite près de Nice où elle meurt en 1922.
En 1931, malgré l'opposition de son père, le fils aîné du grand-duc, âgé de 21 ans, intègre la Schutzstaffel et contracte en 1941 une union morganatique.
Fuyant l'avancée de l'Armée Rouge, la famille grand-ducale s'installe à Flensburg, ville proche de la frontière danoise où le grand-duc meurt le 17 novembre 1945 à l'âge de 63 ans. Son fils lui succède comme chef de la maison de Mecklembourg.

## Généalogie
Frédéric-François IV de Mecklembourg-Schwerin appartient à la lignée de Mecklembourg-Schwerin, cette lignée appartenant à la première branche de la maison de Mecklembourg s'éteint en 2001 avec son fils, le grand-duc Frédéric-François V.